# Матюшин, Геральд Николаевич
Геральд Никола́евич Матю́шин (14 ноября 1927, Уфа — 7 августа 2000, Москва) — советский и российский археолог. Доктор исторических наук, ведущий научный сотрудник Института археологии РАН, с 1986 президент Российского археологического общества, ректор археологического колледжа, член Американского археологического общества.

## Биография
Отец — Николай Афанасьевич Матюшин (1897—1939), экономист; был репрессирован в 1937 году по ст. 58; погиб в ГУЛАГе; в 1958 году полностью реабилитирован. Мать — Ирина Алексеевна, осталась с двумя детьми; старший брат — Виктор Николаевич Матюшин (1925—2003), профессор, доктор экономических наук.
В 14 лет, с началом Великой Отечественной войны, стал учеником токаря на заводе горного оборудования. В 1942 году попал в Соловецкую школу юнг, по окончании которой был определён на тральщик «Т-160» Северного флота. Демобилизован в 1950 году.
После окончания в 1952 году Архангельского государственного педагогического института работал в школах Уфы, с 1961 года — в Институте археологии АН СССР. В 1964 году вышла его первая книга «Археология в школе».
В 1961—1964 годах учился в аспирантуре в Институте археологии АН СССР. В 1964 году под руководством О. Н. Бадера защитил кандидатскую диссертацию «Мезолит и неолит Башкирии» и был оставлен в Москве; в 1987 году защитил докторскую диссертацию «Каменный век Южного Урала: Предуралье. Проблема становления производящего хозяйства» (официальные оппоненты А. П. Деревянко, Ю. А. Заднепровский и Д. Я. Телегин).
Научные исследования были посвящены проблемам антропогенеза и изучению каменного века Южного Урала. Открыл на Урале стоянки палеолита (Мысовая), мезолита (Янгелька), неолита (Ташбулатово I) и энеолита (Суртанды VIII). Выделил агидельскую культуру, ильмурзинскую культуру, прибельскую культуру, суртандинскую культуру, ташбулатовскую культуру и янгельскую культуру. Ему принадлежит смелая гипотеза о приходе мезолитических культур на Урал с Ближнего Востока, которую он выдвинул на основании сходства геометрической формы кремневых орудий на Урале, в Иране и Ираке. В 1967 году издал монографию «Мезолит Южного Урала».
Автор более 300 научных работ. Будучи руководителем Отделения истории и культуры Российской Народной Академии наук, он провёл большую работу по воссозданию Российского Археологического общества, написал его историю и организовал 31-й выпуск трудов «Древности». Вице-президент Российской народной академии наук, действительный член РАЕН.
Умер в Москве 7 августа 2000 года.

## Критика
Труды Г. Н. Матюшина систематически критиковались другими учёными. Матюшина упрекали в недобросовестной публикации результатов исследований и подтасовках выводов. Высказанная им «радиационная» гипотеза антропогенеза (появление гоминид как следствие мутаций, вызванных повышенным уровнем радиации в Африке) слабо аргументирована и противоречива.

## Награды
Награждён орденом Отечественной войны 2-й степени (1985), медалями Ушакова (1946, 1992), медалью «За оборону советского Заполярья», другими 19 наградами.

## Семья
- дочь Татьяна, преподаватель русского языка и литературы
- дочь Инна, лингвист, профессор РГГУ[8]
- сын Николай, филолог-славист;
- внуки: Александр, экономист; Антон, ветеринар; Мария, доктор химических наук, биохимик; Екатерина, доктор филологических наук, филолог-классик.[источник не указан 764 дня]

## Основные работы
Книги
- У колыбели истории. — М., 1972;
- Мезолит Южного Урала. — М.: Наука, 1976;
- Яшмовый пояс Урала. — М.: Искусство, 1977;
- Историческое краеведение. — М.: Просвещение, 1980 (в соавт. с В. Н. Ашурковым и Д. В. Кацюбой);
- Энеолит Южного Урала: лесостепь и степь. — М.: Наука, 1982;
- У истоков человечества. — М., 1982;
- Три миллиона лет до нашей эры. — М., 1986;
- Nguon gos loaoi ngioi. Ha noi, 1986;
- Историческое краеведение. — М.: Просвещение, 1987;
- У истоков цивилизации. — М.: Просвещение, 1992;
- Каменный век Южного Урала. — М., 1994;
- Смена культур, цивилизации и экологические кризисы. — М., 1994;
- Неолит Южного Урала: Предуралье. — М., 1996;
- Археологический словарь. — М.: Просвещение, 1996[9];
- Общество и власть. — М., 1997;
- Тайны цивилизаций: История Древнего мира. — М.: АСТ-ПРЕСС КНИГА, 2002. — 350 с.: ил. — (Историческое расследование).

Статьи
- О характере материальной культуры Южного Урала в эпоху мезолита // Советская археология. — 1969. — № 4.
- Раскопки неолитических поселений Урала // КСИА. — 1969. — Вып. 117;
- Мезолитические памятники высокогорных районов Южного Урала // Проблемы археологии Урала и Сибири. — М., 1973;
- Ранненеолитическая стоянка Карабалыкты 8а (Уратюбе) // КСИА. — 1973. — Вып. 137.
- О наконечниках кельтеминарского типа на Урале // Памятники древнейшей истории Евразии. — М., 1975.
- On the Bound of History // Antiquity RAS. Issue 5. — Moscow, 1993.